# Adinam Cardozo
Adinam Cardozo, mais conhecido como Adinam (Campinas, 3 de maio de 1975), é um ex-futebolista brasileiro que atuava como goleiro.
Adinam passou por dezenove times de nove Estados brasileiros e jogou nas cinco regiões do país.

## Carreira
Começou nas categorias de base da Ponte Preta em 1986 e, depois de ficar quatro anos parado, foi contratado pelo União São João em 1991.
Iniciou sua carreira profissional em 1994, no próprio União São João, clube onde atuou por quatro anos. Pelo clube, conquistou o Campeonato Brasileiro de 1996 da segunda divisão.
Adinam ficou marcado no futebol por fatos tristes para o goleiro. Foi o primeiro arqueiro a tomar um gol de Rogério Ceni em 15 de fevereiro de 1997.
Também por ter tomado 6 gols de Edmundo no mesmo jogo do dia 11 de setembro de 1997, válido pelo campeonato brasileiro do mesmo ano, batendo o recorde de maior goleador num único jogo em brasileiros. A partida terminou 6 a 0 para o Vasco da Gama sobre o União São João de Araras, no Estádio de São Januário. Mas não foi de todo mal para Adinam, pois ele ainda pegou um pênalti do mesmo Edmundo durante a partida evitando o sétimo gol.
Em 1998, acertou sua transferência para o Coritiba. Passou por Goiás (em 1999, onde conquistou o Campeonato Goiano), Portuguesa (em 1999), Paysandu (de 2000 a 2002, tendo sagrado campão paraense de 2000 e eleito o melhor goleiro deste torneio), Sport (em 2002 a 2003), América-SP (de 2003), Avaí (de 2004 a 2006, sendo eleito o melhor goleiro do estado de Santa Catarina em 2004), Caldense (em 2007), Noroeste de Bauru (em 2007), Paulista de Jundiaí (de 2008 a 2009), Linense (em 2009), Marília (em 2009), Uberlândia-MG (em 2010), São Bento (em 2010).
Para o ano de 2011, chegou a ser anunciado como reforço da Itapirense para a disputa do Campeonato Paulista da Série A3, mas acabou nem atuando. Pouco tempo depois, passou por Pelotas e logo após foi contratado pelo Palmeirinha.
Foi ao Itapirense em 2012, Batatais em 2013 e Primavera de Indaiatuba, onde encerrou suas atividades como profissional no início de 2015.
Começou a trabalhar como treinador de goleiros e auxiliar-técnico do próprio Primavera, cargo que exerceu até abril de 2016, quando deixou o clube para exercer a mesma função no Desportivo Brasil até fevereiro de 2017.
No final de fevereiro de 2017, voltou ao Primavera de Indaiatuba, para ser treinador de goleiros.

## Títulos
União São João
- Campeonato Brasileiro (2ª divisão): 1996

Paysandu
- Campeonato Paraense: 2000

## Estatísticas
| Clube | Ano   | Jogos | Gols sofridos |
| ----- | ----- | ----- | ------------- |
| Avaí  | 2004  | 39    | 41            |
| Avaí  | 2005  | 14    | 33            |
| Avaí  | 2006  | 49    | 57            |
| Avaí  | Total | 102   | 131           |